# ハリー・ペイ
ハリー・ペイ（Harry Paye、？ - 1419年）とは、プール（Poole）出身の私掠船の乗組員（海賊）、また密造酒の作り手としても知られた人物である。生年は明らかではないが、1419年に死去した。彼は、14世紀終盤-
15世紀初頭にかけて、イギリス5港

の艦隊の司令官となった。

## 略歴
ハリー・ペイは、フランスのノルマンディー地方から、フランスとスペインとの間に存在するビスケー湾（ビスケイ湾）、さらに、スペインのフィニステレ岬にかけての大西洋沿岸地域を荒らし回っていた海賊である。彼はヒホンの町やフィニステレ岬を焼き払い、沢山の人を捕えて身代金を要求した。さらに、1398年にはフィニステレ岬にあるセイントマリー教会（the Church of Saint Mary）を襲撃し、そこにあった貴重な十字架像（キリストが十字架に張り付けられている像）を盗み出した

。
また彼は、ウェールズ地方で起きた反乱を支援するために派兵されたフランス海軍を撃破することで、この反乱の鎮圧にも一役買った

。
1405年に、フランスとスペインの連合艦隊が、ハリー・ペイによる襲撃の報復として、彼の出生地のプールの町を攻撃した。この攻撃に参加した兵士達は、プールの町の住人によって反撃されて撃退されるまでの間、略奪や放火を行った。この時、ハリー・ペイは防衛戦に関わらなかったため無事だったが、彼の兄弟がフランスとスペインの連合軍によって殺されている

。
これに対してハリー・ペイは、1406年にフランスのブルターニュ半島に遠征し、大量の鉄、塩、油を奪い取ってきた。

## 死後
1419年にハリー・ペイは死去し、Faversham, Kentの教区教会に埋葬された

。
where under the name of 'Henry Pay, Armiger' his death is recorded by a monumental brass which includes a coat of arms, paly, a mascle voided and flory

。
その後、プールの町では毎年6月に「Harry Paye Charity Fun Day」を祝うようになった

。
また、彼の生きざまを元に、子供向けの小説も執筆された。他、オールド・ハリー・ロックスには、彼に関する伝説も生まれた。